# 利梅拉

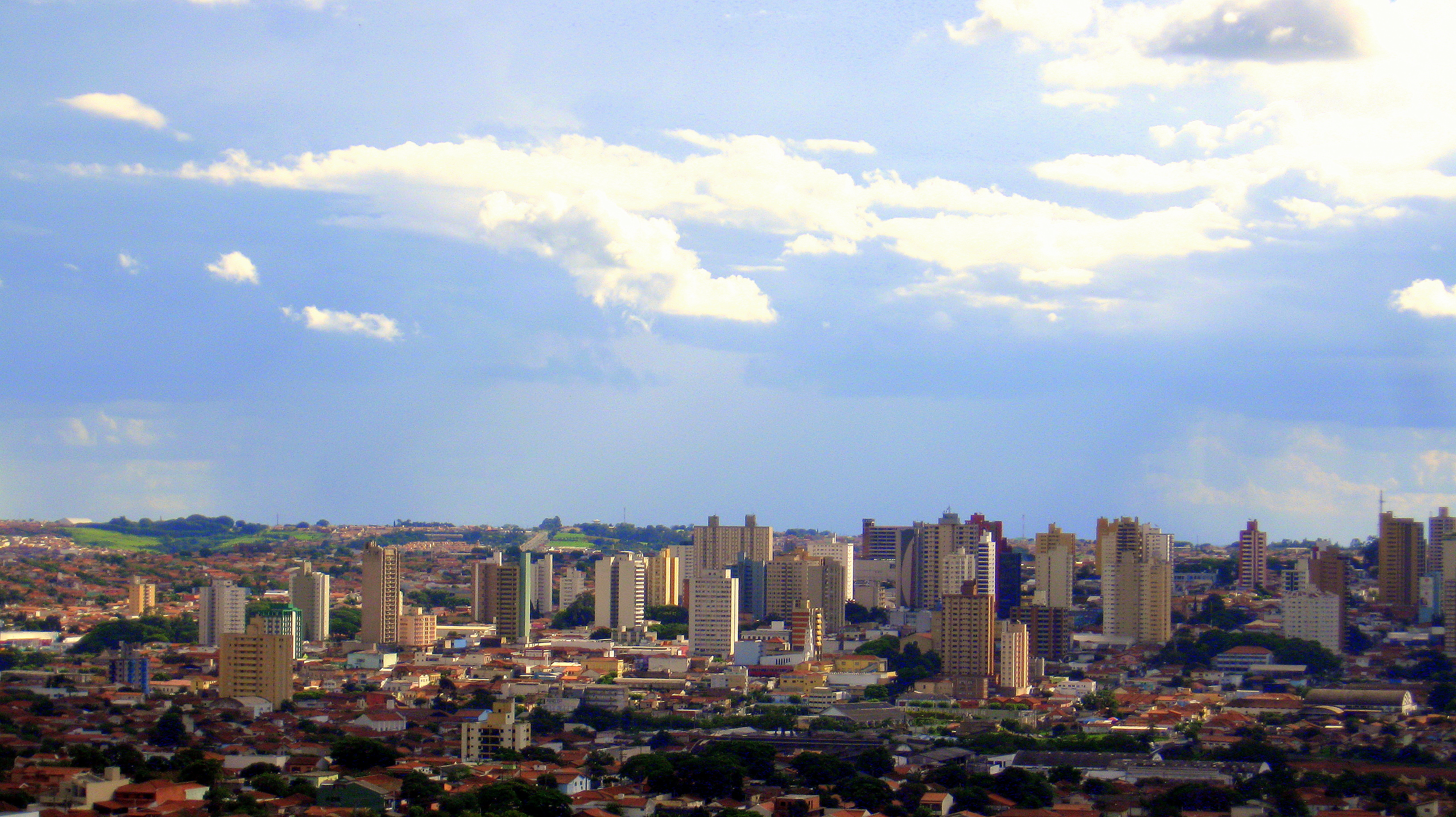
利梅拉

利梅拉（葡萄牙語：Limeira）是巴西的城市，位於該國東南部，距離聖保羅154公里，由聖保羅州負責管轄，面積582.48平方公里，海拔高度588米，受亞熱帶氣候影響，主要經濟活動是工業，2017年人口300,911。

## 外部連結
- Cityhall Official Website
- State of São Paulo Official Website
- Farm Ibicaba Official Website（页面存档备份，存于）
- A.A. Internacional Soccer Club（页面存档备份，存于）
- Winner Basketball team
- Limeira Online Information Website（页面存档备份，存于）